# Hoggicosa
Hoggicosa is een geslacht van spinnen uit de familie wolfspinnen (Lycosidae).

## Soorten
De volgende soorten zijn bij het geslacht ingedeeld:
- Hoggicosa alfi Langlands & Framenau, 2010
- Hoggicosa bicolor (Hogg, 1905)
- Hoggicosa brennani Langlands & Framenau, 2010
- Hoggicosa castanea (Hogg, 1905)
- Hoggicosa duracki (McKay, 1975)
- Hoggicosa forresti (McKay, 1973)
- Hoggicosa natashae Langlands & Framenau, 2010
- Hoggicosa snelli (McKay, 1975)
- Hoggicosa storri (McKay, 1973)
- Hoggicosa wolodymyri Langlands & Framenau, 2010